# Professionsbachelor i afspændingspædagogik og psykomotorik
Uddannelsen til professionsbachelor i afspændingspædagogik er en 3½-årig SU-berettiget uddannelse, der kan læses på hhv. "UCC Psykomotorikuddannelsen" i Hillerød eller "VIA UC Psykomotorikuddannelsen" i Randers.

## Eksterne links
- http://www.dap.dk
- http://www.viauc.dk/psykomotorik Arkiveret 19. juli 2010 hos  Wayback Machine
- http://www.ucc.dk